# 노기촌 (시마네현 야쓰카군)
노기촌(乃木村)은 시마네현 야쓰카군에 있던 촌이다. 현재의 마쓰에시에 해당한다.

## 역사
- 1889년 4월 1일 - 정촌제 시행에 의해 오우군 노기촌이 성립하였다.
- 1896년 4월 1일 - 군 통합에 의해 야쓰카군으로 변경되었다.
- 1950년 9월 21일 - 마쓰에시에 편입해 폐지되었다.

## 교통

### 철도
- 일본국유철도
  - 산인본선

## 참고문헌
- 角川日本地名大辞典 32 島根県
- 『市町村名変遷辞典』東京堂出版、1990年。